# Listă de monumente demolate din România
Aceasta este o listă de monumente din România care au fost demolate, din rațiuni politice, unele din ele fiind reconstituite după schimbarea regimului politic.

## În București

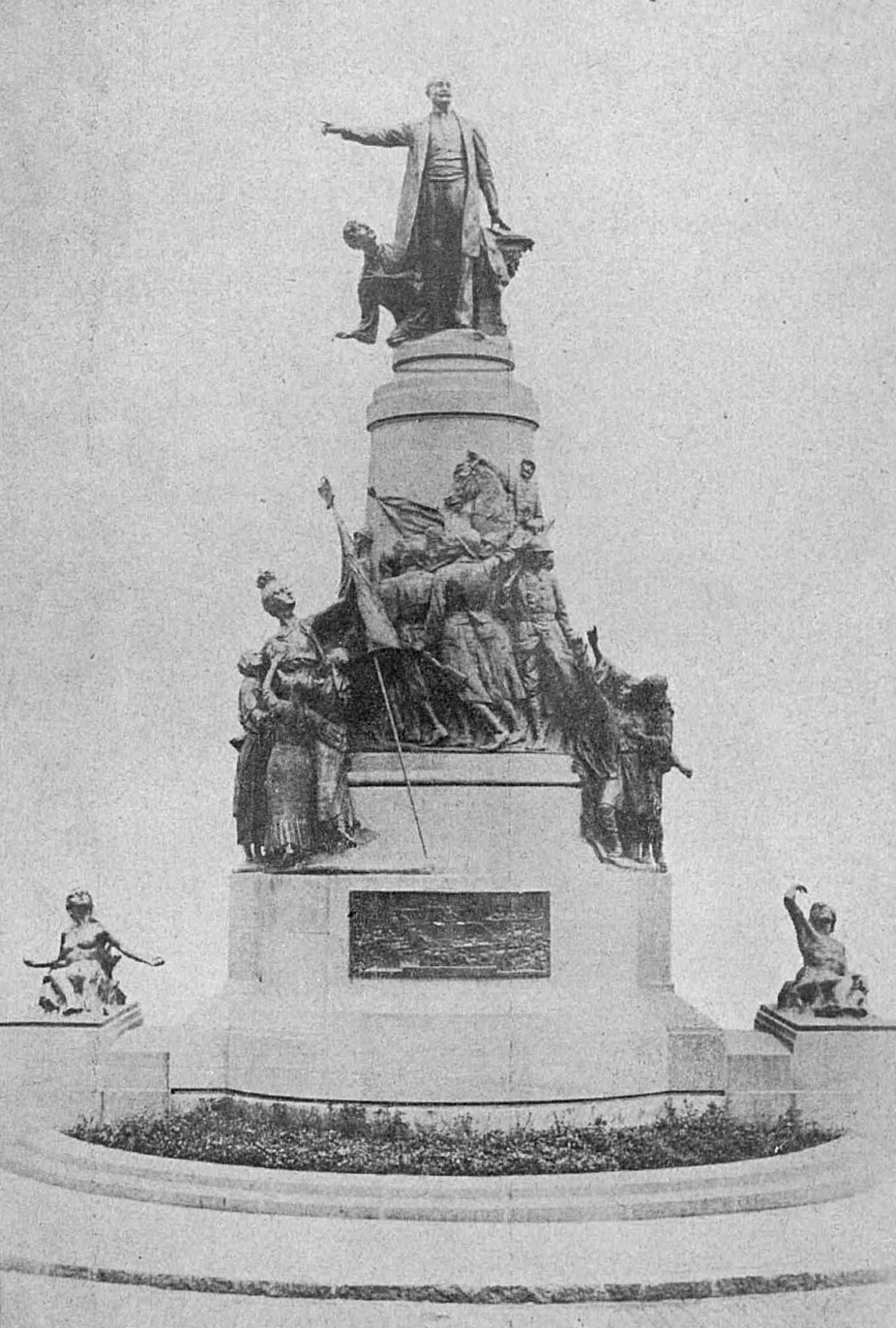
Monumentul lui Take Ionescu

- Monumentul lui Take Ionescu din București a fost dezvelit la 21 iunie 1931. Componentele sculpturale ale monumentului au fost modelate de sculptorul Ernest Henri Dubois care a apucat să le toarne în gips înainte de deces. Mulajele au fost aduse la București și au fost pregătite pentru turnare către fostul elev al maestrului, sculptorul Dumitru Mățăoanu și au fost încredințate spre turnare firmei „Vasile V. Rășcanu”. Arhitectul Paul Smărăndescu a proiectat structura platformei și a piedestalului pe care s-au amplasat componentele sculpturale. La buna desfășurare a lucrărilor de asamblare a componentelor sculpturale, conform celor preconizate de către sculptorul care le-a conceput a participat și sculptorul Theodor Burcă. Pe un soclu cilindric înalt, Take Ionescu, reprodus în picioare, arată cu mâna dreaptă spre Ardeal. Mai jos, pe o platformă, două nuduri uriașe, răsturnate pe spate, simbolizează Nistrul și Tisa. Statuia a fost distrusă odată cu instaurarea regimului comunist.[1]

- Monumentul lui Ion C. Brătianu proiectat de arhitectul Petre Antonescu și realizat de sculptorul francez Ernest Henri Dubois, inaugurat la 18 mai 1903 – demolat în 1948. Refăcut de sculptorul Ionel Stoicescu și inaugurat la 10 octombrie 2019.

- Monumentul lui Eugeniu Carada din București. Elementele de bronz ale grupului statuar au fost realizate de sculptorul francez Ernest Henri Dubois, iar soclul de piatră de sculptorul român Dumitru Mățăoanu, dezvelit la 17 februarie 1924 – demolat în 1952. Refăcut de sculptorul Ioan Bolborea, a fost inaugurat luni 9 septembrie 2013.

- Statuia ecvestră a lui Carol I din București executată de sculptorul croat Ivan Meštrović, inaugurată la 10 mai 1939 - demolată în noaptea de 30 spre 31 decembrie 1947. Refăcută de sculptorul Florin Codre și inaugurată luni 6 decembrie 2010.

- Statuia lui Pake Protopopescu din București a fost realizată în anul 1903 din marmură albă de Carrara de către sculptorul Ion Georgescu și a fost demolată în anul 1948 de autoritățile comuniste.

- Statuia lui Lenin din București a fost realizată de sculptorul Boris Caragea și a stat în parcul din fața Casei Scânteii din 21 aprilie1960 până la data de 5 martie 1990 când a fost coborâtă de pe soclu și în 2011, după ce a zăcut la Mogoșoaia 20 de ani, Statuia lui Lenin, a fost mutată într-un spațiu păzit de Poliția Municipiului București.

- Statuia lui Stalin din București, lucrare a sculptorului Dimitrie Demu, a existat între anii 1951 și 1962, la intrarea în Parcul Herăstrău dinspre Piața Charles de Gaulle, pe locul pe care acum este instalată statuia lui Charles de Gaulle.

Ansamblul statuar „Gigantii si nimfa adormita” din Parcul Carol I așa cum a fost proiectat inițial. Carte poștală ilustrată din arhiva Muzeului Municipiului București.

- Ansamblul statuar „Giganții și nimfa adormită” dezvelit în 1906 în Parcul Carol I din București. În anii ’60 ai secolului XX ansamblul a fost risipit: grota a fost demolată, giganții, sculptați de Frederic Storck și de Dimitrie Paciurea au fost mutați în altă latură a parcului, iar Nimfa adormită, operă realizată în marmură de sculptorul român Filip Marin, a ajuns în Parcul Herăstrău.

- Fântâna Modura a fost un monument realizat de sculptorul Constantin Baraschi, inaugurat în 1939 pe "Aleea Restaurației" din Parcul Național Regele Carol al II-lea (în prezent Parcul Regele Mihai I al României). Pentru a face loc statuii lui Stalin, care a străjuit între 1951 și 1962 intrarea în Parcul Național Regele Carol al II-lea, rebotezat între timp „Parcul de cultură și odihnă «I.V. Stalin»“ din raionul I.V. Stalin, ansamblul Fântâna Modura a fost demolat. Grupul statuar care se află acum la intrarea în parc este o reconstituire realizată de sculptorul Ionel Stoicescu în anul 2005.

- Monumentul Infanteriei (autor Ion Jalea)[1], de mari dimensiuni, compus dintr-un obelisc înalt din marmură având de-o parte și de alta un pluton militar alcătuit din 14 infanteriști aflați într-o acțiune ofensivă. Acest monument, a fost realizat din bronz și dezvelit în 1936 la primul Rond al șoselei Kiseleff.[2] În locul acestui monument, dărâmat din ordinul lui Ion Antonescu la presiunile lui Hitler, la 27 aprilie 2000 a fost inaugurat un nou monument, intitulat Monumentul Infanteriei române, construit în bronz, în turnătoria proprie, de sculptorul Ioan Bolborea.[3]

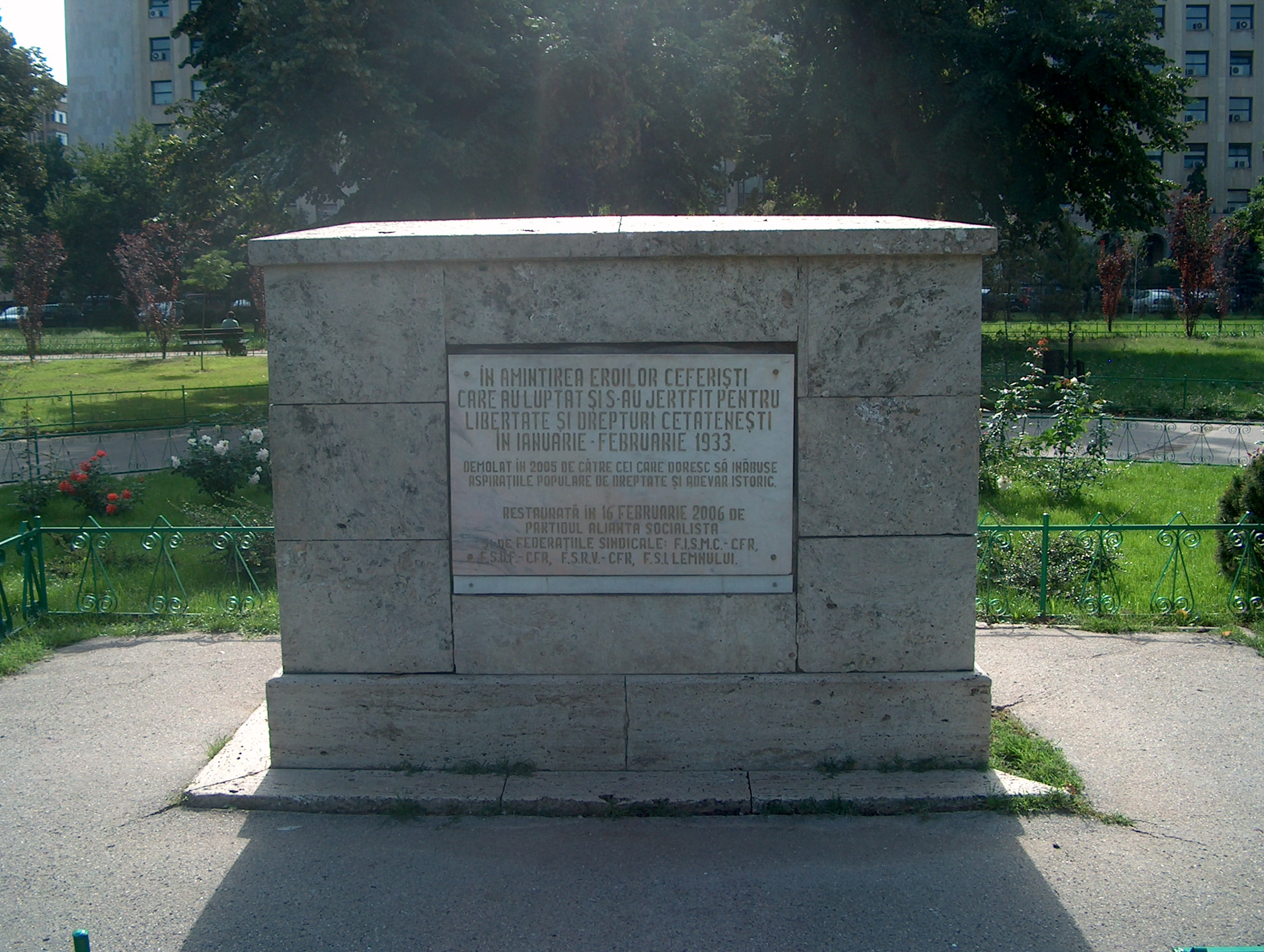
Monumentul Eroilor ceferiști din Parcul Gării de Nord

- Monumentul Eroilor ceferiști care au luptat și s-au jertfit pentru libertate și drepturi cetățenești în ianuarie-februarie 1933, amplasat în Parcul Gării de Nord, a fost demolat în 2005 și a fost restaurat cu sprijinul mai multor federații sindicale și al Partidului Alianța Socialistă, fiind reinaugurat la 16 februarie 2006, în amintirea celor căzuți când a fost înăbușită Greva de la Atelierele CFR Grivița.

- Monumentul tipografilor căzuți în timpul reprimării grevei tipografilor din 1918, amplasat după cel de-Al Doilea Război Mondial în fața vechii clădiri a Teatrului Național din București, pe care era montată o placă comemorativă, a fost demolat în anul 2007 pentru a lăsa loc construirii hotelului Novotel.[4]

- Monumentul Eroilor Cadrelor Didactice (autori Arthur Verona și Ion Jalea după sugestia grafică a Marthei Bibescu)[1] a fost ridicat în 1930 pentru a cinsti memoria eroilor din Corpul Didactic căzuți în Primul Război Mondial.  Acesta înfățișa trei legionari romani care țineau pe un scut ridicat deasupra capului corpul unui camarad căzut în luptă. Pe soclu, în partea frontală, se afla un basorelief ce înfățișa o victorie cernită. Lucrarea a purtat în trecut denumirea de Monumentul legionarilor, nume care i-a adus sfârșitul, datorită asocierii acestuia, în viziunea comuniștilor, cu Mișcarea Legionară. În 1945 monumentul a fost demolat și înlocuit cu cel dedicat Armatei Roșii.[2]

## Vezi și
- Lista monumentelor din București
- Lista monumentelor istorice din București
- Lista monumentelor istorice din România
- Lista statuilor publice din România